# Abby McEnany
Abby McEnany (5 januari 1968) is een Amerikaanse schrijfster, comédienne en actrice.

## Biografie
McEnany groeide voornamelijk op in Boston, Providence en Columbus. Haar vader was hart- en vaatchirurg, waardoor het gezin in 1982 voor zijn werk naar San Francisco verhuisde. Ze woonde daar vier jaar tijdens haar middelbareschooltijd. In 1986 verhuisde ze naar Chicago om er te studeren aan de Universiteit van Chicago, waar ze in 1992 afstudeerde.
Ze schreef zich in de jaren negentig in bij Second City in Chicago, waar ze improvisatietheater studeerde bij Stephen Colbert.
McEnany werkte gedurende tien jaar voor financiële dienstverlener Morningstar, Inc. in Chicago. Uiteindelijk sloot ze zich op 40-jarige leeftijd aan bij het tourneegezelschap van Second City.
McEnany is lesbisch. De televisieserie Work in Progress, die ze bedacht samen met Tim Mason en waarin ze zelf de hoofdrol speelt, is semi-autobiografisch.